# Марсія (жанр)
Марсія́ — елегійна, переважно моноримна поема на честь покійника, найдавніший жанр арабської поезії, що постав на основі ритуальних похоронних оплакувань.
Один із відомих поетів цього жанру — аль-Мугальхіль (6 ст.), який присвятив свої твори загиблому у бою братові. Звертався до марсії перський поет Рудакі (елегія на смерть Шахіда Балхі), автор поеми «Шах-наме» Фірдоусі, зокрема у фрагменті про смерть Сограба — сина Рустема, якого батько важко поранив у двобої, не знаючи, що це його дитина.